# Супрамолекулярная фотохимия
Супрамолекулярная фотохимия (англ. supramolecular photochemistry) — раздел фотохимии, изучающий электронные свойства, строение и фотохимические превращения супрамолекулярных систем.

## Описание
Введение фотохимически активных компонентов (хромофоров) в состав супрамолекулярных комплексов позволяет использовать энергию света для осуществления таких практически важных процессов, как перенос энергии, фотоиндуцированный перенос электрона и пространственное разделение зарядов, изменение редокс-потенциалов, селективное связывание. Эти эффекты могут быть использованы в устройствах преобразования света, электронного переключения, аккумулирования энергии, в фотокаталитических системах.
Хромофорами обычно служат полиароматические молекулы — металлопорфирины, свободные порфирины, бипиридил (см. рисунок 1) и его аналоги. Под действием света в этих молекулах происходит электронный переход, который инициирует цепь физических или химических процессов во всей супрамолекулярной системе. Примеры — перенос энергии в искусственных фотоантеннах (см. рисунок 2) или перенос электрона в супрамолекулярной донорно-акцепторной системе (см. искусственный фотосинтез).